# Darrell Hammond

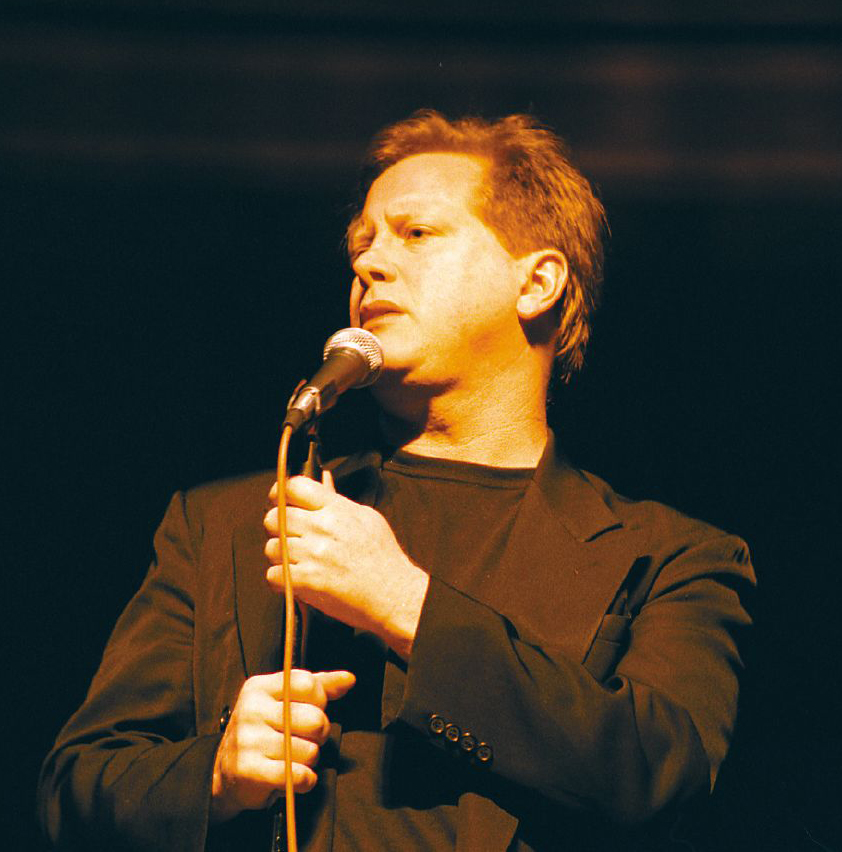
Darrell Hammond in 2005

Darrell C. Hammond (Melbourne (Florida), 8 oktober 1955) is een Amerikaans acteur en komiek.

## Biografie
Hammond werd geboren in Melbourne (Florida), en doorliep de high school aan de Melbourne High School aldaar waar hij in 1973 zijn diploma haalde. Hierna ging hij studeren aan de Brevard Community College in Brevard County en aan de universiteit van Florida in Gainesville (Florida). Na zijn studie verhuisde Hammond naar New York waar hij zijn loopbaan in acteren begon. 
Hammond is vanaf 1990 getrouwd en heeft hieruit een dochter. In het verleden is hij verslaafd geweest aan alcohol en cocaïne.

## Filmografie

### Films
Uitgezonderd korte films.
- 2024 Unfrosted - als Ed McMahon
- 2018 The Last Sharknado: It's About Time - als George Washington
- 2013 Scary Movie 5 – als dr. Hall
- 2012 Nature Calls – als ranger Deakins
- 2012 BuzzKill – als karaoke killer
- 2008 Wieners – als dr. Dwayne
- 2007 Netherbeast Incorporated – als Turner Claymore
- 2007 Epic Movie – als kapitein Jack Swallows
- 2006 Ira & Abby – als Dr. Lawrence Rosenblum
- 2006 Puff, Puff, Pass – als Jonathan
- 2006 Kiss Me Again – als Michael
- 2004 New York Minute – als Hudson McGill
- 2004 The Devil and Daniel Webster – als Andrew Bailey
- 2003 Scary Movie 3 – als pastoor Muldoon
- 2003 Agent Cody Banks – als Earl
- 2003 Saturday Night Live Weekend Update Halftime Special – als Chris Matthews
- 1999 The King and I – als Master Little (stem)
- 1998 Blues Brothers 2000 – als Robertson
- 1997 A Freezerburnt Christmas – als stem
- 1996 Celtic Pride – als Chris McCarthy

### Televisieseries
Uitgezonderd eenmalige gastrollen.
- 1995-2021 Saturday Night Live – als diverse karakters – 313 afl.
- 2019 Bizaardvark - als Red Duckworth - 2 afl.
- 2016 Brad Neely's Harg Nallin' Sclopio Peepio - als diverse karakters - 10 afl.
- 2010-2012 Are We There Yet? – als Brick Street – 6 afl.
- 2008-2009 Saturday Night Live: Weekend Update Thursday – als diverse karakters – 6 afl.
- 2009 Damages – als The Deacon – 7 afl.

- Bibliothèque nationale de France: cb15771946j (data)
- Gemeinsame Normdatei: 1023328100
- International Standard Name Identifier: 0000 0000 0189 7236
- Library of Congress Control Number: no2005016976
- MusicBrainz: da3a6d60-75ba-499c-9f11-efbf2e4db24d
- Virtual International Authority File: 34786479
- WorldCat: E39PBJxrRm3Wj6bKF4dXjvmTpP